# Akułowo (stacja kolejowa)
Akułowo (ros. Акулово) – stacja kolejowa w pobliżu miejscowości Akułowo, w rejonie odincowskim, w obwodzie moskiewskim, w Rosji. Położona jest na Wielkim Pierścieniu Kolei Moskiewskiej.